# 京セラケミカル
京セラケミカル株式会社（きょうセラケミカル、KYOCERA Chemical Corporation）は、かつて存在した化学製品の製造販売を行っていた企業。東京都品川区に本社を置いていた。
2016年4月1日に親会社の京セラに吸収合併され解散した。

## 沿革
- 1974年（昭和49年）10月 - 東京芝浦電気の合成樹脂・絶縁材料事業を分社化し[1]、東京都港区新橋に、東芝ケミカル株式会社設立。
- 1988年（昭和63年）3月 - 東京証券取引所市場第2部上場。
- 2000年（平成12年）9月 - RFID事業を株式会社マースエンジニアリングに売却[2]。
- 2002年（平成14年）
  - 6月 - 本社を埼玉県川口市へ移転。
  - 8月 - 京セラ株式会社の完全子会社となる。京セラケミカル株式会社に社名変更[3]。
- 2015年（平成27年）3月 - 本社を現在地へ移転。
- 2016年（平成28年）4月 - 京セラへ吸収合併。

## 製品と生産拠点
日本国内・国外に各3か所の生産拠点を有した
- 郡山工場（福島県郡山市） - エポキシ半導体用封止材料
- 真岡工場（栃木県真岡市） - 不飽和ポリエステル樹脂成形材料、フェノール樹脂成形材料など
- 川崎工場（神奈川県川崎市） - 注形レジン、絶縁ワニス、銀ペースト、ポリイミド
- 京瓷化学（無錫）有限公司（中華人民共和国無錫市） - 絶縁ワニス、注形レジン
- KYOCERA CHEMICAL 香港社（香港） - マグネシウム鋳造品
- KYOCERA CHEMICAL SINGAPORE（シンガポール） - 半導体封止材料